# Гордійчук Михайло Миколайович
Михайло Гордійчук (біл. Міхаіл Мікалаевіч Гардзейчук, рос. Михаил Николаевич Гордейчук нар. 23 жовтня 1989, Сарань) — білоруський футболіст казахського походження, нападник клубу БАТЕ та національної збірної Білорусі. Майстер спорту міжнародного класу.

## Клубна кар'єра
Народився в місті Сарань (нині — Казахстан). Футболом почав займатися в 8-9 років в саранській спортшколі. Першим тренером був Володимир Сергійович Бистров.
Пізніше переїхав з родиною в Караганду. В 17 років підписав свій перший професійний контракт з місцевим «Шахтарем». В сезоні 2007 виступав в Першій лізі Казахстану за фарм-клуб «Шахтаря» — «Шахтар-Юність» (19 ігор, 3 голи).
2008 року перейшов в пінську «Хвилю», в складі якої 2009 року став срібним призером Першої ліги Білорусі та забив 5 м'ячів за сезон.
На початку 2010 року став гравцем клубу «Нафтан», за який дебютував у матчі за Суперкубок Білорусі проти БАТЕ, що завершився поразкою новополоцького клубу в серії пенальті. Михайло став основним гравцем команди в дебютному сезоні, зігравши 32 матчі в чемпіонаті країни, в яких забив 3 голи і віддав 3 результативні передачі.
27 грудня 2010 року підписав контракт з БАТЕ. 2011 року в складі нової команди став володарем Суперкубка Білорусі та чемпіоном країни. Учасник Ліги Європи 2010/11 (забив гол «Парі Сен-Жермену» в першому домашньому матчі 1/16 фіналу) та Ліги чемпіонів 2011/12 (відзначився у домашньому матчі проти клубу «Екранас») у складі БАТЕ. Проте стати повноцінним гравцем основного складу Михайлу не вдалося. Він переважно виходив на поле з лавки запасних.
У березні 2012 року був відданий в оренду «Білшині» на один сезон. 16 січня 2013 року, по завершенні оренди, викуплений бобруйським клубом у борисовчан, зь якой ён падпісаў кантракт на два гады, де провів ще один сезон. З точки зору особистої статистики цей сезон для Гордійчука виявився найкращим у кар'єрі. Він був лідером «Белшіни» і забив 9 голів, зазвичай грав на позиції правого атакувального півзахисника, але деякий час використовувався як центральний нападник.
31 грудня 2013 року була досягнута домовленість про повернення футболіста в БАТЕ з 2014 року. Відтоді відіграв за борисівську команду п'ять сезонів, протягом яких вона чотири рази ставала чемпіоном Білорусі. Спочатку був стабільним гравцем основного складу, в сезонах 2016 і 2017 ставав найкращим бомбардиром білоруської першості.
Утім із сезону 2018 року став дедалі рідше виходити на поле і наприкінці року досяг домовленості про перехід до казахстанського «Тобола». Угода з командою була розрахована на два року, проте вже за півроку сторони домовилися про передчасне розірвання контракту.
Гравець повернувся до Білорусі, ставши влітку 2019 року гравцем «Динамо-Берестя». Того ж року додав до п'яти чемпіонських титулів, завойованих у складі БАТЕ, чемпіонський титул у складі «Динамо».

## Виступи за збірні
У березні 2009 року був вперше викликаний в молодіжну збірну Білорусі, за яку дебютував в товариському матчі зі збірною Литви. З того часу регулярно залучався до складу молодіжної збірної, в її складі 2011 року став бронзовим призером молодіжного чемпіонату Європи, за що був удостоєний звання «майстер спорту міжнародного класу», хоч і жодного разу не вийшов на поле через травму. Всього на молодіжному рівні зіграв у 14 офіційних матчах.
2012 року захищав кольори олімпійської збірної Білорусі на олімпійському футбольному турнірі в Лондоні, зігравши у всіх трьох матчах на турнірі. Всього у складі олімпійської команди провів 10 матчів.
15 листопада 2013 року дебютував в офіційних іграх у складі національної збірної Білорусі в товариському матчі зі збірною Албанії в Антальї (0:0), вийшовши на заміну на 46-й хвилині замість Віталія Родіонова. Наразі провів у формі головної команди країни 26 матчів, забивши 4 голи.

## Досягнення
- Чемпіон Білорусі (6):

БАТЕ: 2011, 2014, 2015, 2016, 2017
Динамо-Берестя: 2019
- Володар Кубка Білорусі (1):

БАТЕ: 2014-15
- Володар Суперкубка Білорусі (5):

БАТЕ: 2011, 2015, 2016, 2017
Динамо-Берестя: 2020
- Бронзовий призер молодіжного чемпіонату Європи (1):

Білорусь: 2011
- Найкращий бомбардири Чемпіонату Білорусі (2):

БАТЕ: 2016, 2017